# Wired Equivalent Privacy
Pour les articles homonymes, voir Wired.

Schéma d'une mécanisme WEP simple

Le Wired Equivalent Privacy (abrégé WEP) est un protocole pour sécuriser les réseaux sans fil de type Wi-Fi. Les réseaux sans fil diffusant les messages échangés par ondes radioélectriques sont particulièrement sensibles aux écoutes clandestines. Le WEP tient son nom du fait qu'il devait fournir aux réseaux sans fil une confidentialité comparable à celle d'un réseau local filaire classique.
Cependant, plusieurs faiblesses graves ont été identifiées par les cryptologues. Le WEP est parfois surnommé avec le sobriquet de Weak Encryption Protocol. Le WEP a donc été supplanté par le WPA en 2003, puis par le WPA2 en 2004 (WPA2 est la version de la norme IEEE 802.11i certifiée par la Wi-Fi Alliance).
Malgré ses faiblesses intrinsèques, le WEP a fourni pendant un temps un niveau de sécurité minimal qui pouvait décourager les attaquants les moins expérimentés. Aujourd'hui si les utilitaires de cracking de réseaux WEP comme aircrack-ng sous GNU/Linux demandent encore quelques connaissances, les attaquants les plus novices peuvent se procurer depuis août 2010 des boitiers commerciaux à moins de 150 € qui fonctionnent sans intervention humaine, recherchent automatiquement les connexions WEP à 1 km à la ronde, les décodent et fournissent ainsi une connexion Internet gratuite à tout ordinateur qui y est relié, indépendamment du système d'exploitation. Le tout de manière aussi anonyme qu'illégale.

## Détails

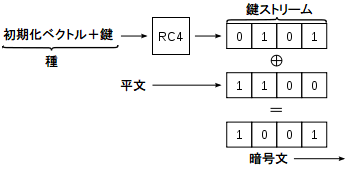
wep cryptographie

Le WEP fait partie de la norme IEEE 802.11 ratifiée en septembre 1999. Le WEP utilise l'algorithme de chiffrement par flot RC4 pour assurer la confidentialité et la somme de contrôle CRC-32 pour assurer l'intégrité.
Le WEP 64 bits utilise une clé de chiffrement de 40 bits à laquelle est concaténé un vecteur d'initialisation (initialization vector ou IV en anglais) de 24 bits. La clé et le vecteur d'initialisation forment ainsi une clé RC4 de 64 bits permettant de chiffrer les données échangées. Au moment où la norme WEP a été rédigée, les restrictions imposées par le gouvernement des États-Unis d'Amérique sur l'export des moyens cryptographiques limitaient la taille des clés. Une fois ces restrictions retirées, les principaux fabricants étendirent le WEP à 128 bits en utilisant une clé de 104 bits.
Une clé WEP de 128 bits est saisie comme une suite de 13 caractères ASCII ou 26 caractères hexadécimaux. Chaque doublet hexadécimal représente 8 bits de la clé WEP. 8 * 13 = 104 bits. En ajoutant le vecteur d'initialisation (IV) de 24 bits, on obtient ce que l'on appelle « une clé WEP de 128 bits ».
Un mécanisme utilisant des clés WEP de 256 bits est disponible. Comme pour les mécanismes précédemment mentionnés, 24 bits sont réservés pour le vecteur d'initialisation (IV), laissant ainsi 232 bits pour la clé de chiffrement. Cette clé est habituellement saisie comme une suite de 58 symboles hexadécimaux. (58 * 4 = 232 bits) + 24 = 256 bits.
Malheureusement, la longueur des clés n'est pas le problème de sécurité le plus sévère du WEP.

## Les failles
Parce que RC4 est un algorithme de chiffrement par flot, la même clé ne doit pas être utilisée deux fois pour chiffrer les données échangées. C'est la raison de la présence d'un vecteur d'initialisation (IV). Ce vecteur, transmis sans protection, permet d'éviter la répétition. Cependant, un IV de 24 bits n'est pas assez long pour éviter ce phénomène sur un réseau très actif. De plus, le vecteur d'initialisation est utilisé de telle façon qu'il rend le WEP sensible à une attaque par clé apparentée.
De nombreux systèmes WEP requièrent que la clé soit saisie en hexadécimal. Certains utilisateurs choisissent des clés qui forment des mots avec les symboles 0 à 9 et A à F (1234 5678 dead beef par exemple). De telles clés peuvent le plus souvent être facilement devinées.
En août 2001, Fluhrer et al. a publié une analyse cryptologique qui exploite la manière selon laquelle l'algorithme RC4 et l'IV sont utilisés dans le WEP. Cette analyse révèle une attaque passive qui permet de retrouver la clé RC4 après une écoute clandestine du réseau pendant quelques heures. L'attaque a rapidement été implantée et des outils automatisés ont été publiés depuis lors. Il est possible de réaliser ce type d'attaque avec un ordinateur personnel, du matériel courant et des logiciels disponibles gratuitement.
Cam-Winget et al. (2003) ont étudié une série d'imperfections dans le WEP. Ils écrivent : « Experiments in the field indicate that, with proper equipment, it is practical to eavesdrop on WEP-protected networks from distances of a mile or more from the target » (ce qui signifie en français : « Des expérimentations dans ce domaine indiquent qu'avec un équipement adéquat il est aisé d'espionner des réseaux protégés par du WEP à une distance d'un mile ou plus »). De surcroît, ils rapportent deux faiblesses générales :
- le WEP est optionnel, de nombreuses installations ne l'ont donc jamais activé ;
- le WEP n'inclut pas un protocole de gestion des clés, le mécanisme se reposant à la place sur une unique clé partagée entre tous les utilisateurs.

En 2005, une équipe du FBI des États-Unis d'Amérique fit la démonstration qu'il est possible de pénétrer un réseau protégé par du WEP en 3 minutes en utilisant des outils disponibles publiquement (par exemple grâce au logiciel Aircrack-ng disponible sous Linux et Windows).
Depuis juillet 2006, il est possible de pénétrer les réseaux protégés par WEP en quelques secondes seulement, en tirant parti de la fragmentation des paquets pour accélérer le cassage de la clé. Les détails de cette technique sont expliqués dans l'article en anglais "A final nail in WEP's Coffin" (Un dernier clou dans le cercueil du WEP)

## Les solutions
Pour pallier les problèmes de sécurité du WEP, il est très largement recommandé de remplacer le WEP (ainsi que le WPA) par le WPA2. Les deux apportent une bien meilleure sécurité. Certains anciens points d'accès Wi-Fi peuvent avoir besoin d'être remplacés pour permettre le passage à l'un ou l'autre mécanisme. Toutefois, ces remplacements sont relativement peu coûteux. La mise en place de tunnels, comme des tunnels IPsec, est une alternative au WEP. Si jamais le WEP doit être conservé pour une raison ou pour une autre, il est recommandé de mettre en place un VPN.